# 一万年以后
《一万年以后》（英語：10000 Years Later）中国大陆3D动作奇幻片，导演易立，主演王明海、王圣振。

## 剧情
3020年，由于人类对地球的破坏，地球资源已经枯竭，人类之后，西域出现新文明，乌族部落首领“乌神”取得了魔法，力图把人类世界带回上古时期，只有伽罗城没有被他征服。

## 演出
| 演员   | 角色 | 备注 |
| 王明海 |      |      |
| 王圣振 |      |      |

## 上映
该片在宣传时称禁止18岁以下观看。